# ファイヤー島
ファイヤー島（Fire Island）とは、アリューシャン列島フォックス諸島にある島の一つである。

## 地理
ウムナック島の北約43kmに位置するボゴスロフ島のさらに北約800mに位置する。
1883年に火山活動により新たに形成された島である。当初は新ボゴスロフ島（New Bogoslof）と呼ばれた。
1909年に隣接するボゴスロフ島とともに鳥獣保護区に指定された。